# ستيوارت تايلور
ستيوارت جايمس تايلور (بالإنجليزية: Stuart Taylor)‏، من مواليد 28 نوفمبر 1980 في رومفورد في إنجلترا، لاعب كرة قدم إنجليزي.
بدأ مسيرته الكروية مع نادي آرسنال في عام 1997، ولعب معهم حتى عام 2005، وشارك معهم في 18 مباراة، وفي عام 1999 أعير إلى نادي بريستول روفرز، ولعب معهم 4 مباريات، وفي عام 2000 أعير إلى نادي كريستال بالاس، ولعب معهم 10 مباريات، وفي عام 2001 أعير إلى نادي بيتربوروغ، ولعب معهم 6 مباريات، وفي موسم 2004/2005 لعب مع نادي ليستر سيتي، ولعب معهم 10 مباريات، ومنذ عام 2005 وهو يلعب مع نادي أستون فيلا وفي عام 2009 انتقل إلى نادي مانشستر سيتي

## روابط خارجية
- ستيوارت تايلور على موقع الاتحاد الأوربي (الإنجليزية)
- ستيوارت تايلور على موقع قاعدة بيانات كرة القدم.إي يو (الإنجليزية)
- ستيوارت تايلور على موقع Soccerbase.com (لاعب) (الإنجليزية)
- ستيوارت تايلور على موقع Soccerway.com (الإنجليزية)
- ستيوارت تايلور على موقع عالم كرة القدم.نت (الإنجليزية)
- ستيوارت تايلور على موقع كووورة
- ستيوارت تايلور على موقع AS.com (الإسبانية)